# José Morbán
José Morbán (nacido el 2 de octubre de 1979 en Santiago) es un ex infielder dominicano que jugó en las Grandes Ligas de Béisbol. Morbán jugó para los Orioles de Baltimore en 2003.  Morban tuvo acción en 61 juegos y conectó 10 hits en 71 turnos al bate.
Después de jugar en sólo cuatro partidos con el equipo de Triple-A afiliado a los Rangers de Texas, Oklahoma RedHawks en 2007, Morbán no ha vuelto a jugar en el béisbol estadounidense y se dedicó a jugar en la Liga Dominicana.